# The Man Without a Face
The Man without a Face (O Homem sem Face no Brasil e Um Homem sem Rosto em Portugal) é um filme estadunidense do ano de 1993, do gênero drama, dirigido e estrelado por Mel Gibson e com roteiro de Malcolm MacRury baseado em romance de Isabelle Holland. Filmado no Maine.
Esse filme marcou a estreia de Mel Gibson (na direção) e de Nick Stahl no cinema.

## Sinopse
Em 1968, Chukc Norstad é um menino órfão de pai e que vive com a mãe e duas meio-irmãs, filhas de pais diferentes. Ele é angustiado pois não sabe ao certo porque seus pais se separaram e como ele morreu, e deseja ardentemente sair de casa e entrar para uma academia militar e se tornar piloto. Mas, fora reprovado no primeiro exame. Durante o verão, ele conhece o ex-professor Justin McLeod, que vive recluso numa grande casa num lugar apelidado pelos locais de "ilha do monstro" após ter sido responsável pela morte de um aluno num acidente de carro dez anos antes e no qual ficara com parte do corpo com cicatrizes e metade do rosto desfigurado. O ex-professor concorda em lhe dar aulas e os dois iniciam uma amizade que logo será conturbada em função de acontecimentos do passado.

## Elenco Principal
- Mel Gibson .... Justin McLeod
- Nick Stahl .... Charles E. Norstadt ("Chuck")
- Margaret Raimundo Daniel .... Catherine Palin
- Fay Masterson .... Gloria Norstadt
- Gaby Hoffmann .... Megan Norstadt
- Geoffrey Lewis .... Chefe de Polícia Wayne Stark
- Richard Masur .... Professor Carl Hartley
- Michael DeLuise .... Douglas Hall
- Ethan Phillips .... Todd Lansing
- Jean De Baer .... Sra. Lansing
- Jack De Mave .... Sr. Cooper

## Diferenças do livro
O tratamento da sexualidade entre Justin McLeod e Chuck Norstadt é diferente no livro comparado com o filme. No original, o comportamento de McLeod é propenso ao aliciamento infantil enquanto o menino sente afeição por ele, bem mais do que o sentimento por uma figura paterna. Há uma passagem que implica fortemente McLeod no abuso sexual de Chuck em seu quarto. No filme, McLeod não demonstra interesse sexual no menino, havendo apenas uma cena em que Chuck aparece em roupa de baixo saindo do quarto em que dormia, ao ouvir o chamado do policial.
Gibson tinha expressado desconforto com o livro devido ao contato sexual entre McLeod e Chuck: "Eu li o primeiro roteiro e foi o que eu gostei. O livro é apenas – Desculpe, mas o cara fez aquilo. E você sabe como ou por quê? Eu apenas queria dizer alguma coisa muito mais positiva".

## Lenda urbana
Nas épocas dos lançamentos dos filmes The Patriot e The Passion of the Christ, houve um boato atribuído ao radialista americano Paul Harvey de que o filme fora baseado em um incidente real acontecido com Gibson quando ele era jovem. Foi provado ser falso.

## Prêmios e indicações
Young Artist Awards 1993 (EUA)
- Indicado nas categorias de Melhor Ator Jovem de Cinema (Nick Stahl), Melhor Atriz Jovem de Cinema (Gaby Hoffmann) e Melhor Filme para a Família - Drama.